# Nyáregyháza
Nyáregyháza là một thị trấn thuộc hạt Pest, Hungary. Thị trấn này có diện tích 31,99 km², dân số năm 2010 là 3973 người, mật độ 124 người/km².